# Duke Nukem 3D
Duke Nukem 3D ist der dritte Teil der Computerspiel-Reihe Duke Nukem und wurde am 29. Januar 1996 von 3D Realms veröffentlicht. Anders als bei den Vorgängern Duke Nukem und Duke Nukem 2, handelt es sich bei diesem Spiel nicht mehr um ein Jump ’n’ Run, sondern einen Ego-Shooter, dennoch knüpft die Handlung direkt an das Ende des zweiten Teils an.

## Handlung und Spielprinzip
Außerirdische überfallen die Erde und entführen Frauen, die nackt als Geiseln gehalten werden. Ziel des Spiels ist es, die Invasoren zu vernichten und somit die Welt zu retten. Dabei trifft man unter anderem auf zu Warzenschweinen mutierte Polizisten des LAPD („Pig Cops“) sowie auf reptilien- und quallenähnliche Gegner.
Neben aus anderen Spielen bekannten Schusswaffen mit unterschiedlicher Feuerkraft, wie zum Beispiel der Pump Gun oder dem Raketenwerfer, gibt es in Duke Nukem 3D auch innovative Waffen wie Rohrbomben, den „Shrinker“ (zum Schrumpfen und anschließenden Zertreten der Gegner) oder den „Freezer“ (zum Einfrieren der Gegner). Darüber hinaus konnte sich der Spieler mit Hilfe eines Jetpacks fliegend fortbewegen.

## Technik
Die „Build-Engine“ genannte Grafik-Engine wurde von Ken Silverman entwickelt. Sie folgte auf die Engine zu Ken’s Labyrinth, das er 1992 im Alter von nur 17 Jahren als eigene Version von Wolfenstein 3D schrieb. Im August 1993 wurde Silverman Angestellter von Apogee Software.
Sie ermöglicht auch die Darstellung von schrägen Flächen und das Nach-oben- bzw. Nach-unten-Schauen. Diese Art der Darstellung wurde gelegentlich als 2,5D-Darstellung bezeichnet. Der Blick nach oben und unten führt zu starken Verzerrungen. Da es sich um kein Raycasting mehr handelt, sind auch Spiegel ohne viel Aufwand für den Leveldesigner möglich. Zudem sind alle Sektoren beweglich, was etwa realistische Türen ermöglicht. Die Technik stellte gegenüber dem zu der Zeit weitverbreiteten Spiel Doom einen gewissen Fortschritt dar.
Der bekannte Leveldesigner Richard „Levelord“ Gray entwarf etwa die Hälfte der Level des Spieles. Die Musik wurde von Lee Jackson und Bobby Prince komponiert.
Als größte technische Innovation gilt die Möglichkeit, auch schräge Flächen darzustellen sowie Spiegel und Überwachungskameras, die von der Spielfigur benutzt werden konnten. Die Doom-Engine konnte lediglich gerade Flächen darstellen. Damit waren wesentlich ausgefeiltere Level möglich. Nur ein knappes halbes Jahr später brachte der Konkurrent id Software die technisch wesentlich weiterentwickelte Quake-Engine auf den Markt.
Das Spiel enthielt native Unterstützung für die Virtual-Reality-Brille Forte VFX1, die sich jedoch auf dem Markt nicht etablieren konnte.
Duke Nukem 3D ist über das IPX-Protokoll für bis zu acht Teilnehmer im lokalen Netzwerk spielbar.
Der Quelltext des Spieles wurde am 1. April 2003 unter der GNU GPL veröffentlicht, der Spielinhalt wurde aber davon ausgeschlossen und bleibt im Besitz von 3D Realms.

### Systemvoraussetzungen
Das Spiel braucht mindestens einen PC mit einem 486er DX2 (66 MHz) mit 8 MB RAM, ein 2x CD-ROM-Laufwerk, 30 MB freien Festplattenspeicher und eine VGA-Grafikkarte.
Der Hersteller empfiehlt außer dem nötigen Laufwerk einen Intel Pentium mit 16 MB RAM und eine Local-Bus-Grafikkarte.

## Besonderheiten
Das Spiel ist hauptsächlich deswegen erwähnenswert, weil es einen oft rohen Humor zu einem Hauptbestandteil der Handlung macht. Ein gutes Beispiel dazu bieten die Einzeiler-Kommentare der Spielfigur Duke, die in dieser Form erstmals in einem Ego-Shooter vorkamen. Wenn der Spieler beispielsweise in die Nähe eines Leichnams tritt, der an eine Spielfigur aus dem Konkurrenzprodukt Doom erinnert, kommentiert Duke dies mit „That’s one doomed space marine“. Die Geschichte des Spiels bedient sich freigiebig an Filmen wie zum Beispiel Alien – Das unheimliche Wesen aus einer fremden Welt, Die Körperfresser kommen, Armee der Finsternis und They live – Sie leben.
Außerdem sind dem Spieler kleinere Handlungen möglich, die für Ego-Shooter damals noch unüblich waren. Beispielsweise kann Duke den häufig vorkommenden Stripperinnen Geldscheine zustecken, die dann ihre Brüste enthüllen („You wanna dance?“). Des Weiteren kann man auch einen Billardtisch benutzen, sowie Pissoirs, worauf Duke bei dieser Gelegenheit ein erleichtertes Seufzen von sich gibt („Aah, much better!“) und zudem einige Lebenspunkte regeneriert.
Aufgrund der im Spiel enthaltenen Gewaltdarstellungen wurde Duke Nukem 3D im Juli 1996 von der Bundesprüfstelle für jugendgefährdende Schriften indiziert. Im Juni 1997 wurde auch die Plutonium Pak-Erweiterung indiziert. Beide Indizierungen wurden im Januar 2017 aufgehoben.

## Verschiedene Editionen
Es erschienen verschiedene Versionen von Duke Nukem 3D für den PC:
- Duke Nukem 3D (Duke Nukem 3D Version 1.3d). Die 1.3d-CD enthält die Vorgängerspiele Duke Nukem und Duke Nukem II, die noch komplett in 2D gehalten sind.
- Die Atomic Edition mit den drei Episoden aus der Originalversion inklusive einer zusätzlichen Episode The Birth und zusätzlichen Waffen wie z. B. das Gegenstück zum „Shrinker“ („Expander“), welcher die Gegner nicht schrumpfen ließ, sondern diese vergrößerte, bis sie platzten. Zudem war es möglich, wie in Shadow Warrior zu schwimmen. Die Atomic-Edition-Episode erschien zuerst als Add-on unter dem Namen Plutonium PAK (Version 1.4) und wurde bei dieser Wiederveröffentlichung (Version 1.5) in das Spiel integriert.[10] Dafür fehlen allerdings die beiden Vorgängerspiele auf der Atomic-Edition-CD.
- Megaton Edition: beinhaltet die Atomic Edition und die drei zusätzlichen Add-ons. Es werden eine Portierung mit OpenGL-Renderer verwendet und ein Mehrspielermodus angeboten. Die Atomic Edition ist auch im klassischen Rendermodus ausführbar. Die Megaton-Edition wurde zugunsten der „20th-Anniversary-Edition-World-Tour“-Edition aus dem regulären Verkauf genommen.[11]
- Duke Nukem 3D: 20th Anniversary Edition World Tour: beinhaltet das Hauptspiel in der Atomic Edition mit den vier ursprünglichen Episoden sowie eine neue, aus acht Leveln bestehende, zusätzliche Episode.[12] Add-ons (wie z. B. Duke It Out In D.C.) sind nicht enthalten. Weiter bietet die Edition einige neue Sprachsamples von Jon St. John, der schon in der ursprünglichen Edition Synchronsprecher Dukes war, sowie neue Musik vom Originalkomponisten Lee Jackson. Eine neue Waffe (Flammenwerfer) sowie ein neuer Gegnertyp wurden ebenfalls ergänzt und eine echte 3D-Engine (auf Basis des Originals) eingeführt.[13] Diese Edition ist die einzige offiziell von der USK eingestufte Veröffentlichung (USK-16).[14][15]

### Erweiterungen
Es erschienen einige käuflich zu erwerbende Add-ons zum Spiel. Die bekanntesten darunter waren Duke Carribbean: Life’s A Beach (von 3D Realms offiziell autorisierte Zusatz-CD, in der Duke Nukem in einem Karibik-Szenario agiert), Duke It Out In D.C. (Duke Nukem muss Präsident Clinton befreien, wozu er sich durch Levels kämpfen muss, die Washington, D.C. nachempfunden wurden) sowie Nuclear Winter (eine spezielle „Weihnachtsversion“, in der Duke auf Elfen und weihnachtlich kostümierte Standardgegner trifft; Endgegner ist der Weihnachtsmann persönlich). Während die ersten beiden Add-ons im Allgemeinen großen Anklang bei den Fans fanden, fiel die Kritik zu Nuclear Winter eher durchwachsen aus, da Szenario und Leveldesign nur wenig originell und uninspiriert wirkten.

## Rezeption
PC Games lobte die Grafik mit seinen zahlreichen Gimmicks. Lediglich die komplizierte Steuerung und die fehlende Handlung fallen störend auf. Für Power Play ist vor allem Leveldesign spannend und abwechslungsreich. Das Spiel stecke voller Überraschungen und teils makaberer Scherze. Die zahlreichen Details wie funktionsfähige Lichtschalter und bei fehlender Helligkeit langsamer reagierende Feinde sorgen für Spielspaß. Dennoch sei der Shooter letztendlich wenig innovativ. Die effiziente Grafikengine erzeuge ein optisch gut aussehendes Spiel. Grafik und Sound sind für PC Player stimmig. Der Humor im Spiel relativiere das martialische Geschehen, ohne es ins Lächerliche zu ziehen. Die Levels seien intelligent entwickelt. Insbesondere die Kleinigkeiten wie Überwachungskameras, Geheimräume und Fallen sorgen für Auflockerung. Das Spiel sei insgesamt sehr geradlinig und erinnere an Actionfilme. Die Darstellung der Gewalt bis zum Exzess bestätige Vorurteile über gewalttätige Computerspiele. Das Spiel richte sich trotz "Parental Lock" Mechanismus klar an Erwachsene. Die Gewaltdarstellung sei übertrieben bis geschmacklos. Dass sich etwa wehrlose gefesselte Frauen im Spiel nicht retten, sondern nur abschießen lassen, sei völlig widersinnig.
ComputerBase bewertete die 20th Anniversary Edition als unnötig modernisiert. Fan-Portierungen wie eDuke32 böten kostenfrei bereits bessere Varianten an. Die neuen Inhalte rechtfertigen ebenfalls keine Neuanschaffung.

## Portierungen
Das ursprüngliche Spiel wurde für MS-DOS entwickelt, dann folgten offizielle Portierungen für:
- Mac OS Classic (1997).
- PlayStation (1997): Erschien unter dem Namen Duke Nukem (ohne Zusatz) in Europa bzw. Duke Nukem: Total Meltdown in den USA und Japan. Inhaltlich entspricht es den Levels aus Duke Nukem 3D (Plutonium Edition) mit einer zusätzlichen Episode namens „Plug and Pray“ (Der Name ist eine Anspielung auf Plug and Play). In der japanischen Version fehlen jedoch die zahlreichen Prostituierten, Tabledancer sowie die von den Außerirdischen gefangenen Frauen – auch die Poster und Plakate, die im Spiel zu sehen sind, wurden dementsprechend abgeändert. Zudem wurden anstößige Wörter in Dukes Sprüchen durch weniger vulgäre Ausdrücke ersetzt.
- Sega Saturn (1997): Diese Portierung stammt von Lobotomy Software, welche die, für das Spiel Exhumed (in den USA als Powerslave und in Japan als Seireki 1999: Pharaoh no Fukkatsu bekannt) entwickelte, SlaveDriver-Engine verwendeten. Diese hat der Build-Engine des Originals einiges voraus. So werden in dieser Portierung beispielsweise farbige Lichter angezeigt. Dafür mussten allerdings sämtliche Levels nachgebaut werden; dabei wurden einige kleine Unterschiede zu den Original-Levels eingebaut.
- Nintendo 64 (1997): Erschien unter dem Namen Duke Nukem 64. Duke Nukem 3D (Plutonium Edition) mit verbesserter Grafik und einem Split-Screen-Mehrspieler-Modus. Ähnlich wie bereits bei der japanischen Playstation-Version, wurden alle anstößigen Elemente, wie Prostituierte, Tabledancer oder auch Steroide entfernt oder ausgetauscht. Außerdem wurden alle Waffen grafisch neu gestaltet.[22]
- Xbox 360 (2008): Das Spiel wurde im September 2008 auf dem Marktplatz (Xbox Live Arcade) veröffentlicht. Hierbei kommt die Atomic Edition zum Einsatz, welche mit zusätzlichen Features aufwartet. Zum Beispiel kann ein Motion blur aktiviert werden, welches sich zeigt, wenn Duke verletzt wird. Zudem beinhaltet die Arcade-Version eine Art Replay-Funktion, welche es dem Spieler erlaubt, nach dem Ableben eine Szene innerhalb einer begrenzten Zeitspanne erneut zu spielen.[23] In Deutschland war der Titel jedoch auf der Liste der jugendgefährdenden Medien und ist deshalb nie auf dem deutschen Marktplatz erschienen.
- iOS (2009): Am 11. August 2009 veröffentlicht Machineworks Northwest eine Portierung für Apples iPhone und iPod touch über den AppStore. Inzwischen wurde es aus Jugendschutzgründen wieder entfernt.[24]

Die Megaton Edition wurde für folgende Systeme umgesetzt:
- Microsoft Windows, OS X, Linux (2013)
- PlayStation 3, PlayStation Vita (2015)

Die 20th Anniversary World Tour wurde für folgende Systeme umgesetzt:
- Microsoft Windows, PlayStation 4, Xbox One (2016)
- Nintendo Switch (2020)

Neben Portierungen erschienen auch Umsetzungen für technisch schwächere Systeme, die außer dem Namen und verwendeter Spielelemente nur noch wenig mit der Originalversion zu tun haben:
- Tiger Electronics Game.com (1997).
- Sega Mega Drive (1998): Erschien nur in Brasilien. Diese Portierung enthält die Sprites, Waffen und einige der digitalisierten Sprüche des Hauptcharakters. Das Spiel basiert auf der Episode Lunar Apocalypse des Originals, jedoch erinnert die Levelarchitektur mehr an Wolfenstein 3D als an die PC-Version. Man läuft nur durch ebenerdige Level, tötet Gegner und erledigt Duke-Nukem-typische Aufgaben wie das Sammeln von Schlüsselkarten oder Schalterrätsel. Besonderheit ist die für die damals bereits neun Jahre alte Hardware erstaunliche, wenn auch in keiner Weise mit den anderen Versionen vergleichbare technische Ausführung des Spiels. Das Spiel läuft in einem wesentlich größeren Fenster als vergleichbare 3D-Spiele auf dem System, läuft mit ungefähr 15 Frames relativ flüssig und ist auf die Benutzung eines Antennenkabels optimiert; es wird exzessiv die Dithering-Methode verwendet, um die Illusion von mehr Farben, als eigentlich vorhanden sind, zu erzeugen. Dies funktioniert allerdings nur bei einem leicht verschwommenen Bild, wie es ein Antennenkabel bietet. Die Entstehung dieser Version ist kontrovers; 3D Realms bestreitet ihre Legitimation, während TecToy, die die Umsetzung programmiert und vertrieben haben, behaupten, die Erlaubnis von der Firma GT Interactive, welche die anderen Konsolen-Versionen vertrieben hat, erhalten zu haben.
- Game Boy Advance (2002): Erschien unter dem Namen Duke Nukem Advance. Hat kaum etwas mit den eigentlichen Duke-Nukem-3D-Levels zu tun. Für die GBA-Version wurden eigene Levels und eine eigene Geschichte entwickelt.

## Fan-Projekte
Nach Veröffentlichung des Quellcodes wurden von Fans zahlreiche Portierungen für weitere Plattformen erstellt:
- macOS: 2004 veröffentlichte Ryan C. Gordon ein Update für macOS.[25]
- Linux, Windows, BeOS, Solaris, FreeBSD: Portierung auf Basis des von 3D Realms veröffentlichten Quelltextes.[26]
- Palm OS: Diese Portierung von Henk „metaview“ Jonas basiert auf dem Port von JonoF für Windows und Linux. Benötigt Palm OS 5.x (einen ARM-Prozessor), 4 MB DBCache oder Storagespeicher und ungefähr 7 MB dynamischen Speicher (UDMH kann hier helfen). Die Portierung ist kompatibel mit von Fans erstellten Levels.
- WebOS:[27]

### Highres-Pack (HRP)
Seit geraumer Zeit kompiliert die Duke-3D-Community im offiziellen 3D-Realms-Forum ein Highres-Pack (HRP), das für die Source Ports jfDuke3D und eDuke32 hochauflösende Texturen sowie dreidimensionale Modelle anstelle der ursprünglichen 2D-Sprites bietet. Dadurch erhält das Spiel einen moderneren Look, der die Möglichkeiten herkömmlicher 3D-Karten unter Verwendung des OpenGL-Grafikstandards besser ausnutzt. Sämtliche Inhalte des HRPs werden unter einer eigenen Lizenz, der „High Resolution Pack Art License“, veröffentlicht, die die Weiterverwendung der neuen Inhalte zu kommerziellen Zwecken verbietet und die Rechte an der Erscheinung des Spiels und der Spielelemente 3D Realms zusichert. Zum Spielen benötigt man eine Version der „duke3d.grp“ von der originalen CD oder der Shareware-Version, einen der beiden erwähnten Ports (vorzugsweise eDuke32, das häufiger aktualisiert wird) sowie das HRP.

### Remake
Unter dem Namen Interceptor Entertainment hat ein, aus Fans bestehendes, kleines dänisches Entwicklerteam im Jahr 2010 mit Erlaubnis der Rechteinhaber begonnen, ein Remake auf Basis der Unreal Engine 3 zu entwickeln. Eine Veröffentlichung des Projekts, welches unter dem Namen „Duke Nukem 3D: Reloaded“ bekannt ist, war für das Jahr 2011 geplant, im selben Jahr wurden jedoch die Arbeiten am Spiel auf unbestimmte Zeit pausiert. 2013 ging Frederick Schreiber, der Leiter des Projektes, in einem Interview auf den Grund ein. Laut seiner Aussage hatte Gearbox, der Rechteinhaber der Duke-Nukem-Lizenz die Befürchtung, dass das Spiel eine Konkurrenz für Duke Nukem Forever werden könnte und dass die Veröffentlichung der Neuauflage Umsatzeinbußen nach sich ziehen könnte. Obwohl Schreiber Chancen für eine Neuaufnahme der Entwicklung sah, sind weitere Neuigkeiten ausgeblieben. In 2013 veröffentlichten Interceptor Entertainment dann mit Rise of the Triad das gleichnamige Remake zu einem anderen Apogee-Titel.

## Nachfolger
1997 wurde der Nachfolger Duke Nukem Forever angekündigt und befand sich die nächsten 14 Jahre in Entwicklung. 2010 beendete 3D Realms die Arbeit an dem Spiel, das nun von Gearbox weiterentwickelt und schließlich im Juni 2011 weltweit für verschiedene Spieleplattformen veröffentlicht wurde.